# San Diego Film Critics Society Awards 2006
I premi dell'11° San Diego Film Critics Society Awards sono stati annunciati il 19 dicembre 2006.

## Premi assegnati

### Miglior attore
Ken Takakura – Mille miglia... lontano

### Miglior attrice
Helen Mirren – The Queen - La regina

### Miglior fotografia
Dick Pope - The Illusionist - L'illusionista (The Illusionist)

### Miglior regista
Clint Eastwood – Lettere da Iwo Jima

### Miglior documentario
Shut Up and Sing

### Miglior montaggio
United 93 – Christopher Rouse, Richard Pearson, Clare Douglas

### Miglior cast
Babel

### Miglior film
Lettere da Iwo Jima

### Miglior film di animazione
- Cars - Motori ruggenti (Cars) di John Lasseter
  - Ant Bully - Una vita da formica (The Ant Bully) di John A. Davis
  - Giù per il tubo (Flushed Away) di David Bowers e Sam Fell
  - Happy Feet di George Miller
  - Monster House di Gil Kenan

### Miglior film in lingua straniera
Mille miglia... lontano (Qian li zou dan ji), regia di Zhang Yimou e Yasuo Furuhata • Cina / Hong Kong / Giappone

### Migliore scenografia
V per Vendetta – Owen Paterson

### Migliore colonna sonora
Babel – Gustavo Santaolalla

### Migliore sceneggiatura originale
The Dead Girl – Karen Moncrieff

### Migliore adattamento della sceneggiatura
Thank You for Smoking – Jason Reitman

### Miglior attore non protagonista
Ray Winstone – La proposta

### Migliore attrice non protagonista
Lili Taylor – Factotum

### Premio speciale
Edward Norton (come attore dell'anno per i film The Illusionist - L'illusionista, Il velo dipinto e Down in the Valley)